# Ekali
Ekali (greacă Εκάλη) este o comună și oraș cu 5.497 loc. situat în nord-estul prefecturii Atena, regiunea Attica din Grecia. În Ekali a decedat în anul 1996, Andreas Papandreou fost prim-ministru în Grecia.